# Joachim Arnold (Musiker)
Joachim Arnold (* 1965 in Merzig) ist ein deutscher Pianist, Dirigent, Produzent und Unternehmer.

## Leben
Joachim Arnold begann sein Klavierstudium 1982 als Vorstudent der Musikhochschule des Saarlandes bei Alexander Sellier. Von 1985 bis 1991 wurde er von Karl-Heinz Kämmerling an der Musikhochschule Hannover ausgebildet. Es folgte von 1992 bis 1994 ein Kapellmeisterstudium bei Wolf-Dieter Hauschild (Hochschule für Musik Karlsruhe) und bei Toshiyuki Kamioka (Aalto-Theater Essen). Mit dem „Executive Master in Arts Administration“ schloss er 2007 sein Studium im Fach Kulturmanagement an der Universität Zürich ab. Joachim Arnold war zweimaliger Stipendiat der Studienstiftung des Deutschen Volkes (Klavier und Dirigieren). 
Joachim Arnold war von 1994 bis 2019 mit der Schauspielerin und Autorin Edda Petri verheiratet. Aus der Ehe gingen zwei Söhne hervor.

## Wirken
Bis 1991 verfolgte Joachim Arnold eine Pianistenlaufbahn. Er spielte Konzerte im In- und Ausland und war bei verschiedenen Sendern für Rundfunkaufnahmen zu Gast, darunter beim NDR, SR, WDR, Deutschlandfunk und Radio Moskau. In diese Zeit fallen auch Schallplatteneinspielungen, unter anderem mit Beethovens Klaviersonaten op. 13 und op. 53 sowie Robert Schumanns Symphonischen Etüden. Eine 1985 entstandene Live-Aufnahme von Beethovens „Hammerklaviersonate“ Sonate op.106 aus dem Konzertsaal der Hochschule für Musik Saar wurde 2014 im Rahmen einer Sendung im SR2 Kulturradio ausgestrahlt.
Eine irreparable Dystonie (occupational cramp) des 4. Fingers der rechten Hand beendete 1991 seine Klavierlaufbahn. Joachim Arnold wechselte als Solorepetitor mit Dirigierverpflichtung an das Aalto-Theater Essen (1993 bis 1995) und an das Staatstheater Wiesbaden (1996 bis 1997). Seit dieser Zeit arbeitete er als freischaffender Dirigent vorwiegend von Opernproduktionen. Mit der französischen Pianistin Patricia Pagny und dem Rundfunk-Sinfonieorchester Bratislava spielte er als Dirigent die Mozart-Klavierkonzerte Nr. 21 (KV 467 C-dur) und Nr. 22 (KV 482 Es-dur) auf Schallplatte ein.
1999 gründete er in Merzig die Musik & Theater Saar GmbH. Das Unternehmen betreibt verschiedene von Joachim Arnold schon vor Gründung der GmbH initiierte Festivals:
- Die „Kammermusiktage Mettlach“ sind ein jährlich stattfindendes Festival mit international ausgezeichneten, vorwiegend jungen Musikern und Ensembles.
- Die „Musiktheater im Zeltpalast“ ist ein jährlich stattfindendes Opern- und Musicalfestival im Sommer. Regisseure waren u. a. Torsten Fischer, Thilo Reinhard und Andreas Gergen.
- „SR Klassik am See“ ist ein jährlich stattfindendes Open-Air-Festival am Stausee Losheim (Saarland). Kooperationspartner ist die Deutsche Radio Philharmonie Saarbrücken Kaiserslautern. Internationale Solisten wie die Mezzosopranistin Elīna Garanča oder der Tenor Joseph Calleja traten dort auf.

2001 baute die „Musik & Theater Saar“ in Merzig als eigene Spielstätte den „Zeltpalast Merzig“. Auch Konzerte (Dave Brubeck, „The Tiger Lillies“, Ute Lemper) und andere Festivals wie „Rock am Bach“ finden hier statt. Von 2005 bis 2007 bespielte die „Musik & Theater Saar“ auch das „E-Werk Saarbrücken“, eine Industriekulturhalle mit fast 2000 m² Fläche.
In der Spielzeit 2006/07 leitete Joachim Arnold das Projekt „Neue Platzstruktur und Preisgestaltung“ an der Komischen Oper Berlin. Von 2007 bis Anfang 2011 war er Direktor für PR und Marketing, Sales und Development am Opernhaus Zürich. Außerdem arbeitete er an der Konzeption der Spielpläne des designierten Intendanten des Zürcher Opernhauses ab 2012 mit.
2011 war er Intendant auf Schloss Esterházy in Eisenstadt. Er entwarf auf Initiative der Esterházy Stiftung ein neues Festival, bei dem u. a. René Jacobs und Gidon Kremer mitwirkten. Als künstlerischer Leiter bei den Opernfestspielen St. Margarethen brachte er 2011 Don Giovanni heraus.
Joachim Arnold war Dozent an der Hochschule der Bildenden Künste Saar und der Hochschule für Musik und Theater München (HMT) sowie Gastreferent an der Wirtschaftsuniversität Wien und der Universität Zürich. Zwischen 2014 und 2016 war er stellvertretender Opernintendant an den Wuppertaler Bühnen.

## Dirigent
Joachim Arnold dirigierte seit 1994 u. a. folgende Werke: Der Vogelhändler, Die Csárdásfürstin, Così fan tutte, Die Zauberflöte, Le nozze di Figaro, Die Entführung aus dem Serail, Don Giovanni, Carmen, Das Rheingold, Der Barbier von Sevilla, Rigoletto, Die Dreigroschenoper, La traviata, Der Freischütz, Die Fledermaus und Madama Butterfly.

## Auszeichnungen
- 1988: Preisträger beim „Internationalen Klavierwettbewerb der University of South Africa“ in Pretoria
- 1988: Preisträger und Kammermusikspezialpreis beim „International Gina Bachauer Piano Competition“ in Salt Lake City/USA
- 1989: Sieger/Sonderstipendium beim Deutschen Musikwettbewerb Bonn
- 1990/1991: „Bundesauswahl Konzerte junger Künstler“ des Deutschen Musikrats
- 1990: Stipendium der sowjetischen „Allunions-Musikgesellschaft“

## Stückaufträge an Autoren
- 1995  „Tina und Mücke“ (Ein Schauspiel für Kinder von Erhard Schmied)
- 2001 „Das Geheimnis der Mona Lisa“ (Musical von Edda Petri und Wolfgang Heinzel)